# The Best of the West
The Best of the West - album szwedzkiego zespołu Rednex, wydany w 2003 r.

## Lista utworów
1. "Cotton Eye Joe 2002" - 3:33
2. "Spirit Of The Hawk (F.A.F. Radio Mix)" - 4:01
3. "Old Pop In An Oak" - 3:31
4. "Wish You Were Here" - 3:55
5. "Are You Strong Enough?" - 3:42
6. "The Way I Mate" - 3:37
7. "The Song Of Silence" - 3:39
8. "Love Me Or Leave Me" - 4:04
9. "The Devil Went Down To Georgia" - 3:35
10. "Ride The Hurricane's Eye" - 3:18
11. "Hold Me For A While" - 4:44
12. "The Chase" - 3:10
13. "Cotton Eye Joe" (Original Version) - 3:12
14. "Rolling Home" - 4:41
15. "Wild 'N Free" - 3:38